# ویلیام هود
ویلیام هود (انگلیسی: William Hood; ۳ نوامبر ۱۹۱۴ – تاریخ ورودی نامعتبر است) بازیکن فوتبال اهل بریتانیا بود.
از باشگاه‌هایی که در آن بازی کرده‌است می‌توان به باشگاه فوتبال لیورپول، و باشگاه فوتبال لیورپول، اشاره کرد.